# Кормильцев, Сергей Геннадьевич
Сергей Геннадьевич Корми́льцев  (род. 22 января 1974, Барнаул) — российский и украинский футболист, полузащитник; тренер. За сборную России сыграл 1 матч, в котором Россия уступила Бразилии со счётом 5:1 (18 ноября 1998 года). В 2000—2004 годах выступал за сборную Украины, сыграл 15 матчей.

## Биография

### Юность и начало карьеры
Занимался в барнаульской спортшколе «Динамо», его первым тренером был В. Н. Белозерский. Начинал играть за барнаульское «Динамо» во второй лиге чемпионата СССР, затем выступал в «Заре» из Ленинска-Кузнецкого. В этой команде Кормильцев играл вместе с Алексеем Смертиным, с которым был знаком с детства.

### «Уралан»
В элистинский «Уралан» Кормильцев попал в конце 1996 года по приглашению Павла Яковенко, через полгода к нему присоединился и Алексей Смертин. Вместе с «Ураланом» Кормильцев в 1997 году выиграл турнир в первой российской лиге, заработав повышение в классе.

### «Динамо» Киев
В 1998 году, по рекомендации Яковенко, Кормильцев подписал трёхлетний контракт с киевским «Динамо», которое тренировал Валерий Лобановский. Кормильцев чаще играл в резервной команде «Динамо-2», выступавшей в первой лиге, в основном составе он появился на поле всего в 28 матчах чемпионата и 10 матчах еврокубков. Тем не менее, динамовцы вместе с Кормильцевым дважды становились чемпионами страны и дважды побеждали в национальном кубке.

### «Торпедо»
Нечасто попадая в состав киевского «Динамо», Кормильцев решил перейти в другую команду, и, по приглашению тренера Виталия Шевченко, с которым работал в 1998 году в «Уралане», футболист вернулся в Россию, подписав контракт с московским «Торпедо». Трансфер обошёлся московскому клубу в 500 тыс. долларов США.
Первый матч за «Торпедо» провёл 4 июля 2000 года против московского «Спартака», выйдя на замену уже на 15-й минуте матча. Первый гол в составе чёрно-белых забил 10 августа 2002 года в ворота ярославского «Шинника».

### «Заря» Луганск
Подписал контракт на полгода с украинским клубом «Заря» из Луганска. Был выбран капитаном луганской команды. Вернулся в Барнаул, где выступал за любительскую команду «Коммунальщик».
В начале сентября 2007 года был назначен руководителем селекционного отдела московского «Торпедо».

### «Динамо» Барнаул
В феврале 2008 года вернулся в футбол в качестве игрока, подписав годичный контракт со своим первым в карьере клубом — барнаульским «Динамо», выступавшем в первом дивизионе. Однако в перерыве между кругами чемпионата в команду пришёл новый тренер Геннадий Морозов, с которым Сергей отказался работать.

### Тренерская работа
Вынужденный завершить карьеру футболиста, Сергей Кормильцев занялся тренерской работой в «Динамо» (Барнаул). Однако в сентябре 2010 года Сергей был уличён в нарушении регламента РФС, так как он, будучи тренером барнаульского клуба, делал ставки на тотализаторе на исход встреч собственной команды:

26 июля в Южно-Сахалинске встречались команды восточной зоны второго дивизиона «Сахалин» и «Динамо» (Барнаул). А за несколько дней до матча в одной из букмекерских контор была зафиксирована серия ставок, сделанная с помощью мобильного телефона, находящегося в дальневосточном роуминге. В течение 15 минут владелец телефона, зарегистрировавшийся в конторе под именем Сергея Кормильцева, поставил в общей сложности 14 700 рублей, разбив их на 13 ставок. В основном это были «экспрессы», то есть ставки на 2-3 исхода сразу. Во всех «экспрессах» присутствовала игра «Сахалин» — «Динамо».
Кормильцев ставил не на победу одной из команд, а на выигрыш гостей после первого тайма и поражение по итогам всей игры (на языке букмекеров — П2П1). Коэффициент на такой мудрёный сценарий равнялся 25. Было сделано и несколько одиночных ставок: на счета 0:3 и 2:3 (в обоих случаях с коэффициентом 40), а также на то, что в игре будет забито как минимум 3 мяча (с коэффициентом 2).

И уже 6 сентября 2010 года Кормильцев написал заявление об увольнении из клуба. Позже он был дисквалифицирован на один год от участия в любой деятельности, связанной с футболом.

## Игровая характеристика
Играл на позиции полузащитника, обладал великолепным проникающим пасом и хорошо владел техникой исполнения подкатов.
Как отмечают его бывшие партнёры, обладает незаурядным чувством юмора, был неформальным лидером в коллективе. В «Торпедо», а затем и в луганской «Заре» и барнаульском «Динамо» становился капитаном команды.

## Карьера в сборной

### Сборная России
В 1998 году, будучи игроком «Уралана», Кормильцев получил вызов в сборную России, в составе которой один раз вышел на поле. 18 ноября 1998 года российская национальная команда под руководством Анатолия Бышовца в экспериментальном составе провела товарищескую игру в Бразилии, где уступила хозяевам поля со счётом 1:5. Кормильцев вышел в стартовом составе, однако ничем себя не проявил и был заменён уже на 38-й минуте матча.

### Сборная Украины
Был приглашён выступать за сборную Украины по инициативе Валерия Лобановского, руководившего киевским «Динамо». Ему, а также двум другим россиянам-динамовцам Артёму Яшкину и Сергею Серебренникову для этого пришлось принять украинское гражданство.
Дебютировал в сборной Украины 26 апреля 2000 года в товарищеском матче со сборной Болгарии, закончившемся гостевой победой украинцев со счётом 1:0.
Продолжал вызываться в сборную и после ухода из «Динамо».
В отборочном цикле на чемпионат мира 2006 года тренер сборной Олег Блохин вызывал Кормильцева на несколько тренировочных сборов, однако в состав команды, поехавшей на мировое первенство в Германию он включён не был. Тем не менее, ему было присвоено звание «мастер спорта международного класса».
Всего в составе национальной команды провёл 15 встреч, из которых 4 официальных.

## Награды и достижения
- Чемпион Украины (2): 1999, 2000 («Динамо» Киев)
- Обладатель Кубка Украины (2): 1999, 2000 («Динамо» Киев)
- Бронзовый призёр чемпионата России: 2000 («Торпедо» Москва)
- Победитель первенства России в первом дивизионе: 1997 («Уралан»)